# Blepharotoma calvicollis
Blepharotoma calvicollis är en skalbaggsart som beskrevs av Frey 1973. Blepharotoma calvicollis ingår i släktet Blepharotoma och familjen Melolonthidae. Inga underarter finns listade.